# Chufuchenui
Chufuchenui (auch Chufu-chenui) ist der Name eines altägyptischen Beamten der späten 5. Dynastie während des Alten Reiches. Er war unter anderem Inspekteur der Pächter und somit für die Steuererhebung zuständig. Eine zerbrochene Statue mit seinem Namen und seinen Titeln wurde in Gizeh auf dem so genannten Westfriedhof gefunden. Sie fand sich in Schacht „D“ der Mastaba G 2407, in welcher Chufuchenui auch bestattet war. Sie wird heute im Museum of Fine Arts in Boston unter der Inventarnummer 37.638 aufbewahrt.